# Acentrogobius therezieni
Acentrogobius therezieni är en fiskart som beskrevs av Kiener, 1963. Acentrogobius therezieni ingår i släktet Acentrogobius och familjen smörbultsfiskar. IUCN kategoriserar arten globalt som otillräckligt studerad. Inga underarter finns listade i Catalogue of Life.